# Vadu, Mureș
Vadu (în maghiară Vadad) este un sat în comuna Vărgata din județul Mureș, Transilvania, România.